# Salamis trimeni
Salamis trimeni är en fjärilsart som beskrevs av Van Son 1979. Salamis trimeni ingår i släktet Salamis och familjen praktfjärilar. Inga underarter finns listade i Catalogue of Life.